# Iolaphilus ismenias
Iolaphilus ismenias är en fjärilsart som beskrevs av Johann Christoph Friedrich Klug 1834. Iolaphilus ismenias ingår i släktet Iolaphilus och familjen juvelvingar. Inga underarter finns listade i Catalogue of Life.